# Tigran Nalbandian
Tigran Nalbandian (ur. 5 czerwca 1975 w Erywaniu, zm. 28 czerwca 2025) – ormiański szachista, arcymistrz od 2004 roku.

## Kariera szachowa
W 1991 r. wystąpił w finale mistrzostw Związku Radzieckiego juniorów do 18 lat, w 1992 r. reprezentował Armenię na rozegranych w Sas van Gent mistrzostwach Europy juniorów do 20 lat, natomiast w latach 1994 (w Matinhos) i 1995 (w Halle) – na mistrzostwach świata w tej samej kategorii wiekowej (w 1995 r. dzieląc V-X miejsce). W 1996 r. wystąpił w drugiej reprezentacji kraju na rozegranej w Erywaniu szachowej olimpiadzie.
W 1993 r. podzielił II m. (za Symbatem Lyputianem, wspólnie z Giorgim Bagaturowem) w turnieju strefowym (eliminacji mistrzostw świata) w Protwinie, a w 1996 r. podzielił III m. (za Zurabem Sturuą i Giorgim Kaczeiszwilim, wspólnie z m.in. Władimirem Turmakowem, Władimirem Małaniukiem i Igorem Nowikowem) w otwartym turnieju w Erywaniu. W 1998 r. zdobył w Erywaniu tytuł indywidualnego wicemistrza Armenii, wypełniając pierwszą arcymistrzowską normę. W 2002 r. zwyciężył w otwartym turnieju festiwalu Dortmunder Schachtage w Dortmundzie, natomiast w 2003 r. wypełnił dwie kolejny normy na tytuł arcymistrza, w Cappelle-la-Grande oraz w Ałuszcie (gdzie zajął I miejsce), a w 2004 r., po spełnieniu warunku rankingowego, Międzynarodowa Federacja Szachowa przyznała mu ten tytuł. Również w 2004 r. podzielił III m. (za Pawłem Smirnowem i Wasylem Iwanczukiem, wspólnie z m.in. Karenem Asrianem, Zwiadem Izorią i Ołeksandrem Areszczenko) w memoriale Tigrana Petrosjana w Erywaniu. W 2007 r. podzielił I m. (wspólnie z m.in. Lwem Gutmanem) w Dortmundzie, powtarzając to osiągnięcie również w 2010 r. (wspólnie z Thomasem Henrichsem i Michaiłem Zajcewem).
Najwyższy ranking w karierze osiągnął 1 października 2005 r., z wynikiem 2527 punktów zajmował wówczas 11. miejsce wśród ormiańskich szachistów.